# Marylands flag
Marylands flag er et heraldisk flag som kombinerer to familievåben knyttet til delstatens historie, henholdsvis Calverts sorte og gule ruter og Crosslands hvide og røde kors. Flaget blev vedtaget 9. marts 1904.
Baggrunden for kombinationen af de to heraldiske familievåben i flagform er at Maryland blev grundlagt af den britiske adelsfamilie Calvert, som også fik store landområder i kolonien fra den britiske krone, samt også titlen Lord af Baltimore. Calvert-familiens våben blev oprindelig givet i 1622, men George Calvert optog sin mors våben for familien Crossland. Kombinationen blev mod slutningen af 1800-tallet taget op igen som symbol for Maryland. Første gang delstatens flag blev benyttet var i Baltimore 11. oktober 1880 under 150-årsjubilæet for byens grundlæggelse.
Marylands flag er det eneste af USA's delstatsflag som er baseret på europæisk heraldik.